# 吉満久張
吉満 久張（よしみつ ひさはる）は、戦国時代の武将。吉満氏初代当主。

## 系譜
父・島津安久は島津奥州家9代当主・島津忠国の五男・島津忠経 の孫。『旧記雑録拾遺諸氏系譜三』に掲載されている迫水氏及び吉満氏の系図によれば、吉満氏の初代とされているが、兄・忠友も吉満と号したとの記述がある。

## 生涯
薩州家当主の島津実久の弟である忠兼の家老を勤めた。
永禄8年（1565年）3月23日、島津義虎の命により忠兼が肥後国天草郡長島郷の堂崎城を攻めた際、これに従う。
翌3月24日、堂崎城を攻略中に汐見付近で戦死した。享年42。
同日に堂崎城は落城し、以後長島は島津氏に属することとなる。
落城から約3か月後の7月8日、主君である島津忠兼は讒訴により島津義虎から誅殺された。

## 子孫
子孫は野田の郷士となり、代々、島津忠兼を祭神とした若宮神社の社主を務めた。
また、子孫の一部は享保年間に薩摩郡百次郷田崎村に移住した。
なお、兄・忠友の系統が後に迫水氏を名乗り、子孫には迫水久常がいる。